# 6599 Цуко
6599 Цуко (6599 Tsuko) — астероїд головного поясу, відкритий 8 серпня 1988 року.
Тіссеранів параметр щодо Юпітера — 3,580.
Названо на честь Цуко (яп. つこう(士) цуко:).